# Якуб, Мухаммед
Мухаммед Якуб (? — 27 декабря 1979, Кабул) — афганский военный деятель, подполковник (по другим данным, полковник), начальник Генерального штаба ДРА (1979).

## Биография
Окончил Рязанское училище воздушно-десантных войск (хорошо владел русским языком) и школу «коммандос». Член Народно-демократической партии Афганистана (фракция «Хальк»). Был близок к Хафизулле Амину, женат на его сестре.
27 апреля 1978 был участником военного переворота, свергнувшего режим Дауда (позднее эти события были названы Саурской — Апрельской — революцией). С 1978 в чине майора командовал гвардией — элитной частью афганской армии. С 1 апреля 1979 — начальник Генерального штаба, сменил на этом посту Мухаммеда Аслама Ватанджара, ставшего министром обороны. Был произведён в подполковники. Таким образом, была сделана попытка найти компромисс между Нур Мухаммедом Тараки (чьим сторонником был Ватанджар) и Амином, опиравшимся на поддержку Якуба. Однако уже в июле 1979 Амин стал министром обороны, и, таким образом, контроль над армией перешёл к «связке» Амин-Якуб.

Мухаммед Якуб руководил действиями верных Амину воинских частей, отстранивших 14 сентября 1979 от власти Тараки и его сторонников. 23 октября 1979 он был избран членом Центрального комитета НДПА. В книге И. Ю. Тухаринова (сына первого командующего советской 40-й армией в Афганистане) «Секретный командарм» Якуб характеризовался как волевой, решительный военачальник. Генерал В. А. Меримский в своих мемуарах дал такой портрет Якуба: 

высокий, с атлетической фигурой, красивым, волевым лицом и проницательным взглядом, обладал огромной энергией и работоспособностью. Фанатично был предан Х. Амину. Постоянно поддерживал связь с командирами дивизий, которые беспрекословно подчинялись ему.

В книге участника афганской войны Н. Ф. Иванова утверждалось, что перед вводом советских войск в Афганистан только два человека могли реально создать препятствия планам Кремля по вооружённой смене власти в стране — Амин и Якуб. По его данным, 25 декабря 1979 с Якубом встретился главный военный советник СССР в Афганистане генерал С. К. Магометов, который добивался у него ответ на вопрос о том, будет ли он лоялен Амину при любых обстоятельствах. Начальник афганского Генштаба заявил, что сохранит верность Амину.

## Гибель Якуба
27 декабря, во время свержения режима Амина, Якуб был убит. По одним данным (из книги Иванова), к начальнику Генштаба афганской армии прибыли несколько советских офицеров-десантников — якобы для переговоров о размещении дивизии, вводимой в Кабул по договорённости с Амином. В кабинете Якуба также находился его советский советник. Якуб, согласно этой версии, принял посетителей крайне настороженно, беседовал с ними в присутствии вызванных им охранников из службы безопасности. При попытке ареста он выхватил пистолет, пытался скрыться через потайную дверь, но был тяжело ранен. Его добил пятью выстрелами некий «афганец в гражданском костюме», также участвовавший в операции и вошедший в кабинет позднее.

Генерал КГБ Юрий Дроздов выдвигает несколько иную версию гибели Якуба. По его словам, во время штурма здания Генштаба, 

комитетчики и спецназ довольно быстро покончили с охраной, но начальник Генерального штаба Якуб сумел забаррикадироваться в одной из комнат и начал по рации вызывать подмогу, прежде всего рассчитывая на 444-ю бригаду «командос». Однако никто не поспешил ему на выручку, и к полуночи, поняв всю бесперспективность дальнейшего сопротивления, он сдался на милость победителей. Милость проявлена не была. В группе захвата присутствовал афганец — один из функционеров «Парчам», по некоторым данным, Абдул Вакиль, который зачитал «предателю» Якубу приговор «от имени партии и народа» и затем собственноручно застрелил уже бывшего начальника Генштаба из пистолета.